# Emmanouil Roidis
Emmanouil Roidis (griechisch Εμμανουήλ Ροΐδης, * 18. Juni 1836 in Ermoupoli; † 7. Januar 1904 in Athen) war ein griechischer Schriftsteller. Sein Werk umfasst Romane, Erzählungen, Essays und Übersetzungen.

## Leben

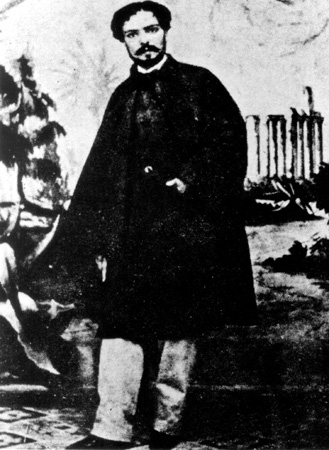
Emmanouil Roidis, 1866

Roidis wurde in Ermoupoli auf Syros als Sohn einer wohlhabenden Familie adliger Herkunft aus Chios geboren. Seine Eltern waren Dimitrios und Cornelia Roidis (geb. Rodokanaki). 1841 zog die Familie aufgrund des Berufs des Vaters nach Italien, der dort für eine große Handelsgesellschaft mit Sitz in Genua arbeitete. Später avancierte er zum Generalkonsul Griechenlands. Im Alter von 13 Jahren kehrte Emmanouil Roidis an seinen Geburtsort Ermoupoli zurück, wo er später am amerikanisch-griechischen Lyzeum zusammen mit dem späteren Schriftsteller und ersten Präsidenten des Internationalen Olympischen Komitees Dimitrios Vikelas studierte. Gemeinsam gaben die beiden die wöchentliche handgeschriebene Zeitung Μέλισσα (Mélissa = Biene) heraus. 1855 schloss er sein Studium ab und zog nach Berlin, um dort die Schwerhörigkeit therapieren zu lassen, an der er zeit seines Lebens zu leiden hatte. In dieser Zeit widmete er sich eingehenden literarischer und philosophischer Studien. Nach einem Jahr zog er nach Iași, wo er die Korrespondenz seines Onkels Dimitrios Rodokanakis, eines in Rumänien ansässigen Händlers, übernahm. Dort begann er auch an der Übersetzung der Itinéraire de Paris à Jérusalem von Chateaubriand ins Griechische zu arbeiten. Die vollendete Übersetzung gab er schließlich im Jahre 1860 in Athen heraus. Später folgte er seinen Eltern nach Ägypten und blieb dort bis zum Tode seines Vaters. 1862 zog er mit seiner Mutter nach Athen, wo er sich endgültig niederließ. Er beschloss, die Handelsgeschäfte des Vaters nicht weiter zu führen und sich stattdessen auf das Schreiben zu konzentrieren.
1866 beendete er die Arbeit an seinem ersten Roman, Πάπισσα Ιωάννα (Päpstin Johanna), eine Satire über den Klerus der westlichen Kirche des Mittelalters. In den folgenden Jahren arbeitete er neben seinem schriftstellerischen Schaffen für verschiedene französischsprachige Zeitungen.
Ab Januar 1875 gab er gemeinsam mit dem Karikaturisten Themos Anninos die wöchentliche satirische Zeitschrift Ασμοδαίος heraus, die er für seine Kritik am aktuellen öffentlichen und politischen Leben Griechenlands nutzte. 1877 geriet er in einen Streit mit dem Politiker und Literaten Angelos Vlachos. Grund dafür war ein Essay Roidis’ mit dem Titel Über die zeitgenössische griechische Poesie (Περὶ Συγχρόνου Ἑλληνικῆς Ποιήσεως), in dem er die überzogene Romantik und die literarischen Wettbewerbe der Universität Athen angriff.
Roidis war ein glühender Verfechter der Dimotiki, der griechischen Volkssprache, die heute die in Griechenland gängige Sprache ist, in seiner Zeit allerdings der Katharevousa untergeordnet war. Er selbst schrieb seine Werke in Katharevousa, befürwortete allerdings in mehreren linguistischen Aufsätzen (aber auch im Prolog der Übersetzung von Itinéraire de Paris à Jérusalem Chateaubriands) die Benutzung der Volkssprache Dimotiki in der Literatur. Die Zweisprachigkeit im Griechenland der damaligen Zeit empfand er als nationales Desaster, für das er vor allem gebildete Kreise verantwortlich machte.
Zwischen 1890 und 1900 veröffentlichte er den Großteil seiner Erzählungen. Bis zu  seinem Tode arbeitete er weiterhin mit zahlreichen literarischen Zeitschriften wie auch Zeitungen zusammen.

## Werke
Romane
- H Πάπισσα Ιωάννα (I Papissa Ioanna). 1866.
  - Die Päpstin Johanna. Ihre wahre Geschichte. Bastei-Lübbe, Bergisch Gladbach 2000, ISBN 3-404-14446-5.
- Briefe eines Agrinioten. 1866.

Erzählungen
- Der Ehemann erfährt’s zuletzt. Erzählungen. Herausgegeben von Andrea Schellinger. Aus dem Neugriechischen von Gerhard Blümlein und Sigrid Willer. Mit einem Nachwort von Tilman Spengler. Manesse, Zürich 2010, ISBN 978-3-7175-2198-3.